# آلف نیوبولد
آلف نیوبولد (انگلیسی: Alf Newbold; ۷ اوت ۱۹۲۱ – january 2002) بازیکن فوتبال اهل بریتانیا بود.
از باشگاه‌هایی که در آن بازی کرده‌است می‌توان به باشگاه فوتبال هادرزفیلد تاون، باشگاه فوتبال ووستر سیتی، و باشگاه فوتبال نیوپورت کانتی اشاره کرد.